# Mustaschtapakul
Mustaschtapakul (Pteroptochos megapodius) är en fågel i familjen tapakuler inom ordningen tättingar.

## Utseende
Mustaschtapakulen är en kraftig och stor (23–24 cm) tapakul med tjock näbb och lång stjärt som ofta hålls rest. I övrigt syns breda vita "mustascher", helbrunt bröst och tydligt tvärbandad buk. Vitstrupig tapakul finns ofta i samma områden, men den är mindre med längre stjärt.

## Utbredning och systematik
Mustaschtapakul är endemisk i Chile och delas in i två underarter:
- Pteroptochos megapodius atacamae – förekommer i Atacama
- Pteroptochos megapodius megapodius – förekommer från Coquimbo till Concepción

## Levnadssätt
Mustaschtapakulen hittas i matorral och annan ursprunglig buskmark på sluttningar. Där är den relativt vanlig och ses mer öppet än andra tapakuler, sittande på stenar eller springande i vägkanter med stjärten kraftigt rest. Den upptäcks också ofta på sina ljudliga läten.

## Status
Arten har ett stort utbredningsområde och beståndet anses stabilt. Internationella naturvårdsunionen IUCN listar den därför som livskraftig (LC).